# Rock Diamond
『Rock Diamond』（ロック・ダイヤモンド）は、1979年9月5日に発売されたレイジーのアルバム。

## 解説
全10曲中8曲をメンバー自身が作曲し、また影山ヒロノブ以外のメンバーも1曲ずつリードボーカルをとっている。
本アルバムのレコーディングのためにハワイに行ったものの、スケジュールの都合でアルバム1枚を作るだけの余裕が無く、結局ハワイではリズムだけ録って、帰国してから完成させたという。

## 収録曲
- SIDE A

1. お前はハウジ
作詞：岩沢律／作曲：加瀬邦彦／編曲：渡辺茂樹
2. Good-by My Baby
作詞：たきのえいじ／作曲：田中宏幸／編曲：レイジー
3. Rock'n Roll Party
作詞：たきのえいじ／作曲：田中宏幸／編曲：レイジー
4. 君はロンリーエンジェル
作詞：兵藤穂積／作曲：景山浩宣／編曲：レイジー
5. 好きさ、好きさ、好きさ
作詞：小林和子／作曲：浜田金吾／編曲：井上鑑

- SIDE B

1. HOTEL
作詞：三浦徳子／作曲：高崎晃／編曲：レイジー
2. 海を見つめて
作詞：三浦徳子／作曲：高崎晃／編曲：レイジー
3. どら猫ミーコの大失恋
作詞：森雪之丞／作曲：井上俊次／編曲：レイジー
4. WE ARE STAR
作詞：三浦徳子／作曲：樋口宗孝／編曲：レイジー
5. プレリュード
作詞：森雪之丞／作曲：井上俊次／編曲：レイジー

- 以降は、Paper Sleeve Collectionにのみ収録されたボーナストラック。

1. 愛には愛を
作詞：三浦徳子／作曲・編曲：馬飼野康二
2. 失われた伝説
作詞：森雪之丞／作曲・編曲：馬飼野康二

## 曲解説
1. お前はハウジ
シングルの候補だったが採用されず、本アルバムで初公開となった。
2. Good-by My Baby
田中宏幸がリードボーカル。
3. Rock'n Roll Party
樋口宗孝がリードボーカル。
4. 君はロンリーエンジェル
影山が第1期レイジー時代に作曲した唯一の楽曲。後にソロアルバム『30years3ounce』でセルフカバーされた。
5. 好きさ、好きさ、好きさ
「ベイビー・アイ・メイク・ア・モーション」のB面としてシングルカットされた。
6. HOTEL
7. 海を見つめて
高崎晃がリードボーカル。
8. どら猫ミーコの大失恋
井上俊次がリードボーカル。
9. WE ARE STAR
10. プレリュード
11. 愛には愛を
7作目のシングル。
12. 失われた伝説
「愛には愛を」のB面。